# Саут-Ческонессекс (Вірджинія)
Саут-Ческонессекс (англ. South Chesconessex) — переписна місцевість (CDP) в США, в окрузі Аккомак штату Вірджинія. Населення — 115 осіб (2020).

## Географія
Саут-Ческонессекс розташований за координатами 37°44′38″ пн. ш. 75°46′43″ зх. д. / 37.74389° пн. ш. 75.77861° зх. д. (37.743966, -75.778684).  За даними Бюро перепису населення США в 2010 році переписна місцевість мала площу 3,50 км², уся площа — суходіл.

## Демографія
Згідно з переписом 2010 року, у переписній місцевості мешкала 131 особа в 62 домогосподарствах у складі 43 родин. Густота населення становила 37 осіб/км².  Було 99 помешкань (28/км²).
Расовий склад населення:
| - 99,2 % — білих |

До двох чи більше рас належало 0,8 %. Частка іспаномовних становила 0,0 % від усіх жителів.
За віковим діапазоном населення розподілялося таким чином: 10,7 % — особи молодші 18 років, 59,5 % — особи у віці 18—64 років, 29,8 % — особи у віці 65 років та старші. Медіана віку мешканця становила 58,5 року. На 100 осіб жіночої статі у переписній місцевості припадало 87,1 чоловіків;  на 100 жінок у віці від 18 років та старших — 88,7 чоловіків також старших 18 років.
За межею бідності перебувало 13,8 % осіб, у тому числі 0,0 % дітей у віці до 18 років та 59,5 % осіб у віці 65 років та старших.
Цивільне працевлаштоване населення становило 29 осіб. Основні галузі зайнятості: будівництво — 100,0 %.